# Urtitersubstanz
Eine Urtitersubstanz, kurz auch Urtiter genannt, ist eine gut wägbare Reinstsubstanz, die als Referenzmaterial (Primärstandard/primärer Standard) eingesetzt wird und sich zur Herstellung von Lösungen mit genau bekanntem Gehalt (Standardlösungen) eignet. Diese Lösungen dienen dann dazu, den Gehalt der bei der Maßanalyse verwendeten Normallösung (= Maßlösungen) direkt oder über einen mit ihnen eingestellten sekundären Standard zu bestimmen.

## Eigenschaften idealer Urtitersubstanzen
Im Idealfall besitzt eine Urtitersubstanz folgende Eigenschaften:
- Ihre Zusammensetzung entspricht exakt ihrer Formel.
- Sie reagiert stöchiometrisch, d. h. vollständig gemäß der Reaktionsgleichung.
- Sie ist unbegrenzt haltbar, d. h. auch inert gegen Zersetzung und Umwandlung an der Luft.
  - Sie ist also unempfindlich gegenüber dem Luftsauerstoff.
  - Sie reagiert nicht mit der Luftfeuchtigkeit und ist nicht hygroskopisch.
  - Sie gibt aber auch kein Kristallwasser ab, möglichst auch nicht bei Lagerung oberhalb Raumtemperatur.
  - Sie reagiert nicht mit dem Kohlendioxid der Luft.
- Sie hat eine große Molmasse und auch eine hohe Äquivalentmasse, so dass der relative Wägefehler gering bleibt.
- Sie ist im gewünschten Lösungsmittel, zumeist Wasser, manchmal aber auch in Säure oder organischem Lösungsmittel, leicht löslich.
- Nicht zwingend erforderlich, aber wünschenswert ist eine lange Haltbarkeit der hergestellten Lösungen.

## Beispiele für Urtitersubstanzen
Folgende neun Substanzen sind die Urtitersubstanzen nach dem Europäischen Arzneibuch:
- Arsen(III)-oxid As2O3 zur Herstellung von Natriumarsenit-Maßlösung (Zugabe von Natronlauge), mit der Natriumperiodat-Maßlösung eingestellt wird (bis Ph. Eur. 3, Nachtrag 2001 auch zum Einstellen von Iod- und Cer(IV)-Maßlösungen, die seit Ph. Eur. 4 (2002)  mit Natriumthiosulfat, einem sekundären Standard, eingestellt werden)
- Benzoesäure C6H5COOH zum Einstellen von wasserfreien Basen: ethanolische Natronlauge, Alkalimethanolat und TBAH-Maßlösung in Isopropanol oder Methanol.
- Eisen(II)-ethylendiammoniumsulfat
- Kaliumbromat KBrO3 zum Einstellen von Natriumthiosulfat-Maßlösung
- Kaliumhydrogenphthalat C6H4(COOH)(COO−K+) zum Einstellen von wasserfreien Perchlorsäure-Maßlösungen in Eisessig
- Natriumchlorid NaCl (Kochsalz) zum Einstellen von Silbernitrat-Maßlösung
- Sulfanilsäure H2N–C6H4–SO3H zum Einstellen von Natriumnitrit-Maßlösung
- Trometamol
- Zink Zn0 für die Einstellung von EDTA-Maßlösungen nach quantitativer Umsetzung zu Zn2+ mit Salzsäure oder Schwefelsäure

Je nach Anwendungszweck, insbesondere je nach gewünschter Genauigkeit, können auch folgende Substanzen als Urtiter dienen:
- Amidosulfonsäure zur Einstellung von Laugen[2]
- Ammoniumcer(IV)-nitrat für Redoxtitrationen[3]
- Kaliumdichromat K2Cr2O7 in der Oxidimetrie
- Kaliumhydrogencarbonat KHCO3 zum Einstellen von Säuren
- Kaliumhydrogenphthalat C8H5KO4 in der Acidimetrie
- Kaliumiodat KIO3 zum Einstellen von Natriumthiosulfat-Maßlösung
- Natriumhydrogencarbonat NaHCO3 zum Einstellen von Salzsäure, Salpetersäure und Schwefelsäure
- Natriumoxalat Na2C2O4 zur Einstellung von Kaliumpermanganat
- Oxalsäure C2H2O4 für die Einstellung von Laugen oder in der Permanganometrie. Sie wird als nicht hygroskopisches Dihydrat eingesetzt, allerdings ist der Kristallwassergehalt u.U nicht exakt gegeben.
- Quecksilber(II)-oxid HgO, umgesetzt mit Iodid (HgO + 4 I− + H2O → [HgI4]2− + 2 OH−) für die Einstellung von Säuren.

## Beispiele nicht als Urtiter geeigneter Substanzen
Hydroxide wie Natriumhydroxid und Kaliumhydroxid sind als Urtiter nicht geeignet, weil sie hygroskopisch sind und CO2 aus der Luft aufnehmen und dabei Hydrogencarbonate bilden. Kaliumpermanganat ist nicht geeignet, weil es sich autokatalytisch zu Braunstein umsetzt.